# Crew Dragon Endurance

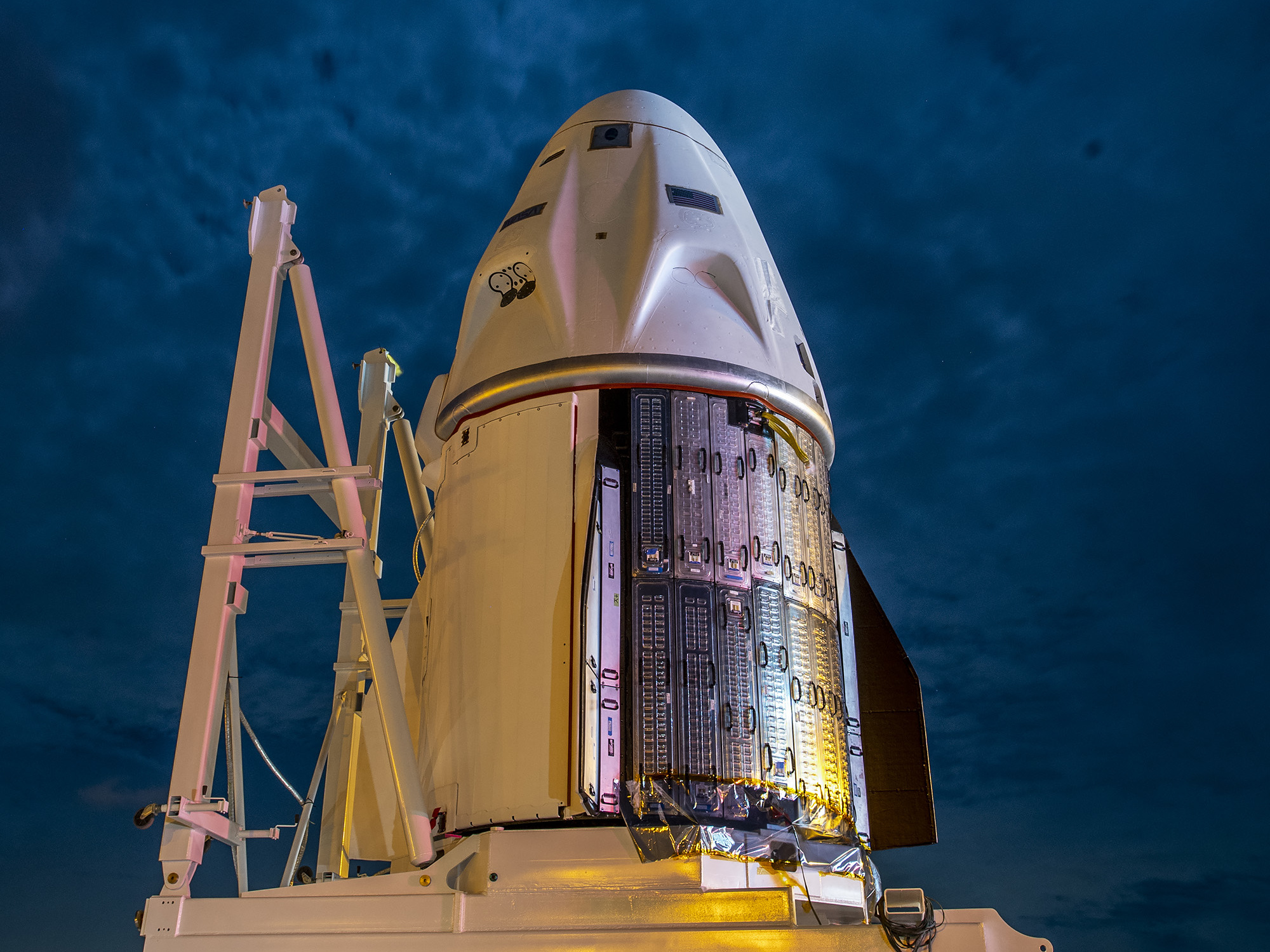
La Crew Dragon Endurance pour la mission SpaceX Crew-3 arrive au LC-39A.

La Crew Dragon Endurance (Dragon capsule C210) est un véhicule spatial Crew Dragon fabriqué et exploité par SpaceX et utilisé par le Programme d'équipage commercial de la National Aeronautics and Space Administration (NASA).
Il est nommé Endurance en mémoire du navire Endurance d'Ernest Shackleton.

## Historique des vols
| Vol n° | Mission                                | Patch | Lancement        | Retour       | Équipage                                                              | Résultat |
| ------ | -------------------------------------- | ----- | ---------------- | ------------ | --------------------------------------------------------------------- | -------- |
| 1      | SpaceX Crew-3                          |       | 11 novembre 2021 | 6 mai 2022   | Raja Chari Thomas Marshburn Kayla Barron Matthias Maurer              | Succès   |
| 1      | Troisième vol opérationnel vers l'ISS. |       |                  |              |                                                                       |          |
| 2      | SpaceX Crew-5                          |       | 5 octobre 2022   | 12 mars 2023 | Nicole Mann Josh A. Cassada Kōichi Wakata Anna Kikina                 | Succès   |
| 2      | Sixième vol opérationnel vers l'ISS.   |       |                  |              |                                                                       |          |
| 3      | SpaceX Crew-7                          |       | 26 août 2023     | 12 mars 2024 | Jasmin Moghbeli Andreas Mogensen Satoshi Furukawa Konstantin Borissov | Succès   |
| 3      | Neuvième vol opérationnel vers l'ISS.  |       |                  |              |                                                                       |          |
| 4      | SpaceX Crew-10                         |       | 12 mars 2025     | 9 aoûut 2025 | Anne McClain Nichole Ayers Takuya Onishi Kirill Peskov                | Succès   |
| 4      | Treizième vol opérationnel vers l'ISS. |       |                  |              |                                                                       |          |